# Test Lundha
Test Lundha, próba Lundha – inwazyjny test diagnostyczny, określający czynność zewnątrzwydzielniczą trzustki. Badany dostaje na śniadanie posiłek złożony z 40 gramów mleka w proszku, 40 gramów glukozy i 25 gramów oleju roślinnego. Po pół godzinie zgłębnikiem pobiera się zawartość górnej części jelita czczego. Ocena czynności zewnątrzwydzielniczej trzustki polega na zbadaniu zawartości enzymów trzustkowych, kwasów tłuszczowych, tłuszczów i soli kwasów żółciowych – jeżeli czynność zewnątrzwydzielnicza jest upośledzona, stwierdza się spadek ilości enzymów i zmniejszoną lipolizę. Test Lundha, wartościowy i tani, może jednak ulec zafałszowaniu w niektórych chorobach, zwłaszcza przebiegających z upośledzeniem opróżniania żołądka i perystaltyki jelit.